# Kreis Grimmen

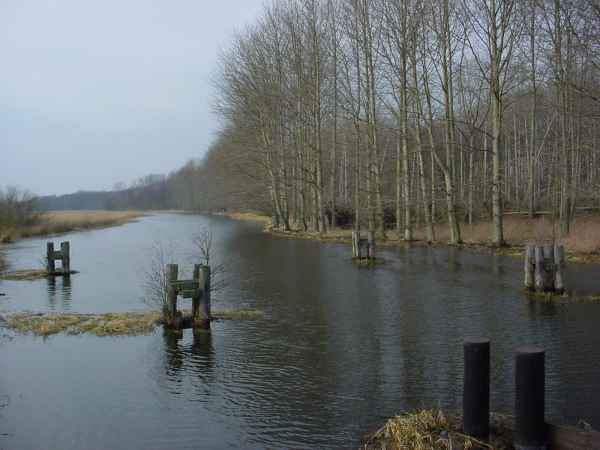
Trebel bei Grammendorf-Nehringen

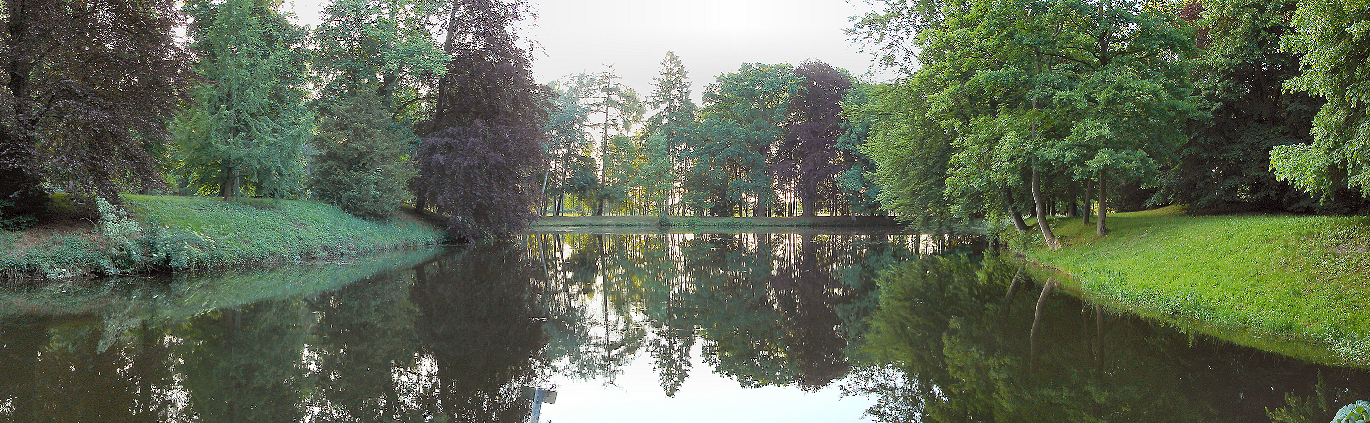
Schlosspark in Süderholz-Griebenow

Der Kreis Grimmen war ein Kreis im Bezirk Rostock in der DDR. Ab dem 17. Mai 1990 bestand er als Landkreis Grimmen fort. Sein Gebiet gehört heute zum Landkreis Vorpommern-Rügen in Mecklenburg-Vorpommern. Der Sitz der Kreisverwaltung befand sich in Grimmen.

## Geografie

### Lage
Der Kreis wurde geprägt vom nordvorpommerschen Flachland, das nur durch niedrige, während der letzten Eiszeit entstandene Endmoränenzüge unterbrochen wurde. Im Nordosten hatte der Kreis Grimmen einen ca. 15 km langen Anteil am Strelasund, über den die Glewitzer Fähre zur Insel Rügen verkehrte. Das Hinterland der Küste reichte über die Niederungen des Ryckgrabens bis zum unteren Trebel an der historischen Grenze zu Mecklenburg. Die höchste Erhebung im Kreis bildete ein Hügel südlich von Kandelin  mit 37 m ü. NN.

### Größe und Einwohnerzahl
Die Fläche des Kreises betrug 632 km². Das waren 8,9 % der Fläche des Bezirks Rostock.
Der Kreis hatte im Jahr 1985 etwa 34.300 Einwohner. Das waren 3,8 % der Einwohner des Bezirks. Die Bevölkerungsdichte belief sich auf 54 Einwohner je km².

### Nachbarkreise
Der Kreis Grimmen grenzte im Norden an den Stadtkreis Stralsund, im Nordwesten und Westen an den Kreis Stralsund, im Südwesten an die Kreise Ribnitz-Damgarten, Teterow und Malchin, im Süden an den Kreis Demmin und im Osten an den Kreis Greifswald.

## Geschichte
Der vorpommersche Kreis ging am 25. Juli 1952 fast unverändert aus dem Landkreis Grimmen hervor (Tribsees und Siemersdorf kamen an den Kreis Stralsund, Görmin zum Kreis Demmin) und gehörte nach der Auflösung der Länder dem neu gebildeten Bezirk Rostock an. Am 1. Januar 1956 wechselte die Gemeinde Papenhagen aus dem Kreis Stralsund-Land in den Kreis Grimmen.
Der Kreis Grimmen kam am 3. Oktober 1990 in das neu gegründete Land Mecklenburg-Vorpommern innerhalb des Beitrittsgebietes zur Bundesrepublik Deutschland. Am 12. Juni 1994 wurde der Kreis (seit dem 17. Mai 1990 wieder als Landkreis bezeichnet) aufgelöst und bildete seither zusammen mit den ebenfalls aufgelösten Landkreisen Ribnitz-Damgarten und Stralsund bis zur Kreisgebietsreform 2011 den Landkreis Nordvorpommern.

## Wirtschaft und Infrastruktur
Im Kreis Grimmen dominierte die Landwirtschaft. Zu den Anbauprodukten gehörten hauptsächlich Kartoffeln und Roggen. Bedeutend war auch die Rinderhaltung in den weiten Auegebieten. Nahrungsmittelbetriebe existierten in der Kreisstadt Grimmen, in Elmenhorst, Rakow und Reinberg-Stahlbrode. In Grimmen gab es Maschinenbaubetriebe und in Weitenhagen wurde Holz verarbeitet. Eine Besonderheit auf dem Gebiet der DDR war die Erdölförderung in Miltzow-Reinkenhagen (seit 1961) und Kirchdorf. Die Erdölausbeute war nicht sehr hoch, wurde dennoch in der rohstoffarmen DDR genutzt und mit Kesselwagen in das Erdölverarbeitungswerk Schwedt transportiert.
Wichtigste, auch überregional bedeutende Verkehrswege waren die  Fernverkehrsstraßen 194 (Stralsund–Demmin) und die F 96a (Stralsund–Greifswald) und die parallel zu den Straßen verlaufenden Bahnlinien. Die F 96a verlief unmittelbar neben der alten F 96, die teilweise aus Kopfsteinpflaster und engen Ortsdurchfahrten bestand. Der Neubau war notwendig, um den sommerlichen Urlaubsverkehr zur Insel Rügen zu bewältigen.

## Städte und Gemeinden
Der Landkreis Grimmen hatte am 3. Oktober 1990 26 Gemeinden, darunter eine Stadt:
- Bartmannshagen
- Behnkendorf
- Brandshagen
- Deyelsdorf
- Elmenhorst
- Glewitz
- Grammendorf
- Gransebieth
- Griebenow
- Grimmen, Stadt
- Horst
- Kandelin
- Kirchdorf
- Klevenow
- Miltzow
- Neuendorf
- Papenhagen
- Poggendorf
- Rakow
- Reinberg
- Splietsdorf
- Stoltenhagen
- Wendisch Baggendorf
- Wilmshagen
- Wittenhagen
- Zarrendorf

Ehemalige Gemeinden
- Abtshagen, am 1. Juli 1961 zu Wittenhagen
- Groß Lehmhagen, am 1. Mai 1974 zu Stoltenhagen
- Jessin, am 1. Oktober 1961 zu Grimmen
- Klein Lehmhagen, am 1. Mai 1974 zu Stoltenhagen

## Kfz-Kennzeichen
Den Kraftfahrzeugen (mit Ausnahme der Motorräder) und Anhängern wurden von etwa 1974 bis Ende 1990 dreibuchstabige Unterscheidungszeichen, die mit dem Buchstabenpaar AE begannen, zugewiesen. Die letzte für Motorräder genutzte Kennzeichenserie war AU 50-01 bis AU 99-99.
Anfang 1991 erhielt der Landkreis das Unterscheidungszeichen GMN. Es wurde bis zum 11. Juni 1994 ausgegeben. Seit dem 15. März 2013 ist es im Landkreis Vorpommern-Rügen erhältlich.